# ジブチ駐留フランス軍
ジブチ駐留フランス軍（フランス語：Forces françaises stationnées à Djibouti、略称：FFDJ）は、1977年にジブチ共和国との間で交わされた防衛協定に基づきフランス共和国が現地に駐留させているフランス軍。本駐留軍はアフリカ大陸に展開しているフランス軍部隊の中では最大規模を維持している。統合司令部はジブチ市内にある。

## 編成
ジブチ駐留フランス軍は海外フランス軍司令官（COMFOR）の責任下に置かれ、司令官はフランス統合参謀総長の直轄下にある。三軍将兵は常駐1,400人を含む総員約1,900人から成っている。かつては第13外人准旅団も駐屯していたが、2011年7月31日にアラブ首長国連邦に移駐している。
また、ジブチ戦闘慣熟実行センター（CECAD）が常設されており、ここでは本国駐屯部隊やジブチ軍および外国軍に対して過酷な内容の戦闘訓練を提供している。他にも、ブファール外科病院（ロール3病院）が設けられている。2023年12月に新たな防衛協力条約の更新が議論されている。

### 陸軍部隊
陸軍は1個部隊が駐屯している。主にジブチ共和国の主権維持や在留フランス人の保護などが任務となっている。
- 第5海外混成連隊　在ブリエール
- 陸軍軽航空隊からAS 332中型汎用ヘリコプター × 5機
- 陸軍軽航空隊からSA 341小型ヘリコプター × 2機

### 海軍部隊
海軍は駐留している歩兵部隊や戦車部隊のために上陸用舟艇を配備している。
- 上陸用舟艇 × 2隻

### 空軍部隊
空軍は第188空軍基地（ジブチ国際空港）が配置されている。
- ダッソー ミラージュ2000多用途戦闘機 × 10機
- ロッキード C-130戦術輸送機 × 1機
- ユーロコプター フェネック汎用ヘリコプター × 1機
- SA 330プーマ汎用ヘリコプター × 2機

## 任務
ジブチ軍との協力やアフリカの角諸国との二国間軍事協力、ジブチ当局との協力による海難救助や災害援助、民軍協力、アフリカ連合の待機部隊（EASF）などの多国間軍事協力への参加、統合参謀本部指揮下での統合作戦の訓練および実戦などがある。
対外作戦として過去には1992年から1993年までのソマリアで展開されたオリックス作戦（Oryx）、1994年にルワンダで展開されたテュルコワーズ作戦（Turquoise）、1999年から2000年までのエチオピア・エリトリア国境紛争でのホル・アンガル作戦（Khor Angar）、2000年の米艦コール襲撃事件で被害を受けた「USS コール DDG-67」に対する救援活動、2002年にコートジボワールでの在留フランス人救出を目的としたリコルヌ作戦（Licorne）、2003年にはコンゴ民主共和国でのアルテミス作戦（Artémis）に参加、2004年のスマトラ沖地震による津波災害で2005年に東南アジア方面に出動したアルフォンシノ作戦（Alfonsinos）など各地に展開出動した実績がある。
ソマリア沖の海賊に対する活動としてはアタランタ作戦に従事しているスペイン分遣隊やドイツとFHQSAの後方支援司令部を受け入れている。2010年6月からは欧州連合主導によるウガンダ国内で実施されるソマリア国軍訓練計画であるEUTMソマリア（欧州連合ソマリア訓練ミッション）に参加している。このほかにジブチ駐留軍はアフリカでの平和維持活動のためにアフリカ各国軍に対して定期的に訓練を提供するため統合訓練運用分遣隊（DIO）プロジェクトを始動しており、2006年以降平和維持任務を実施するウガンダ大隊（UGABAG）に訓練を施し、拡大されるアフリカ連合ソマリア・ミッション（AMISOM）を援助した。